# China nos Jogos Olímpicos de Inverno de 2002
A China participou dos Jogos Olímpicos de Inverno de 2002 em Salt Lake City, nos Estados Unidos. O país estreou nos Jogos em 1980 e em Salt Lake City fez sua 7ª apresentação.